# 3882 Джонкокс
3882 Джонкокс (3882 Johncox) — астероїд головного поясу, відкритий 7 вересня 1962 року.
Тіссеранів параметр щодо Юпітера — 3,477.